# 中国旅游集团

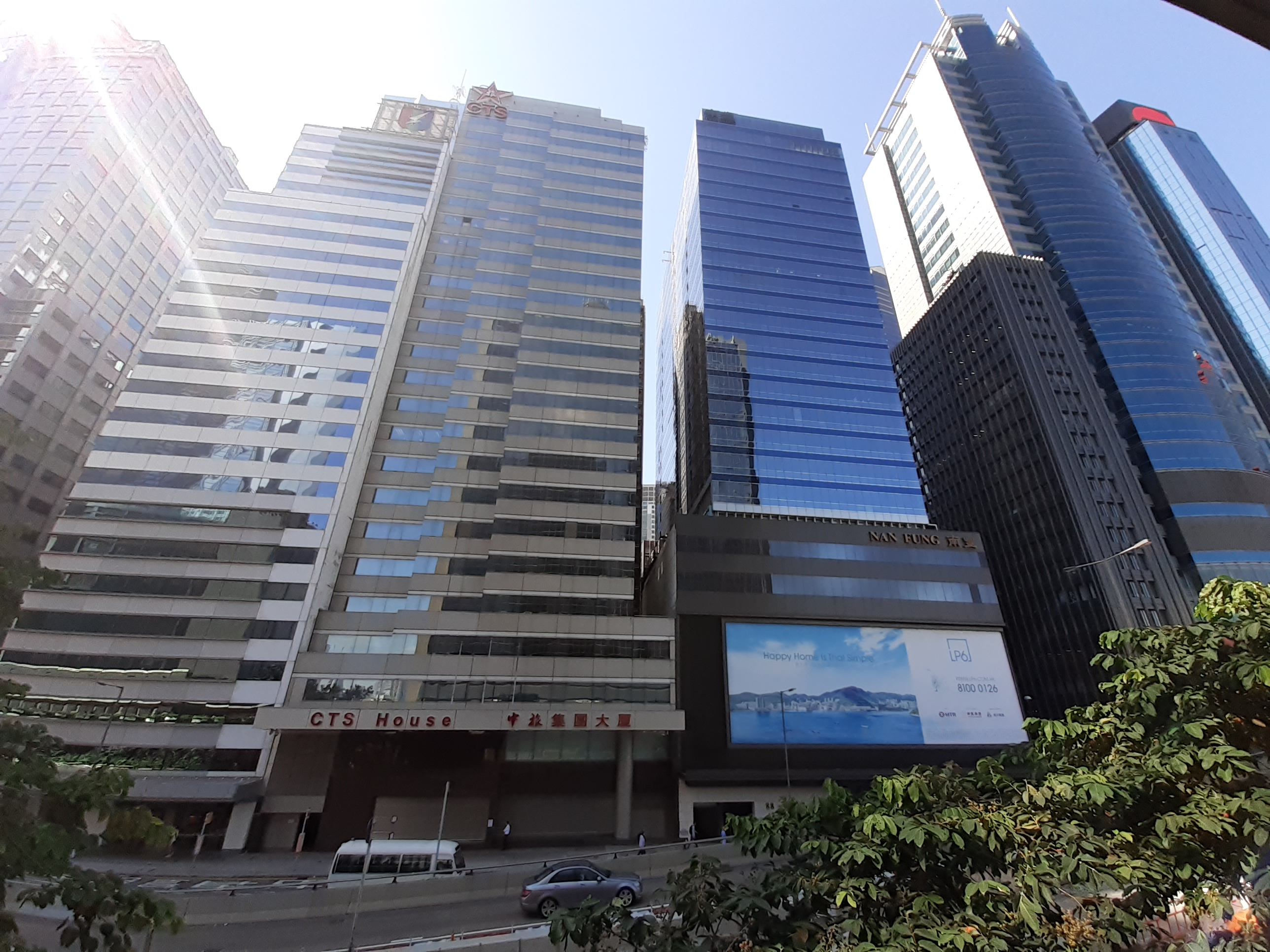
中環中旅集團大廈

中国旅游集团有限公司（与香港中旅（集團）有限公司一个机构两块牌子）是由中华人民共和国国务院国有资产监督管理委员会履行出资人职责的中央企业，為香港的四大駐港中資企業之一（另三間為華潤、招商局集團和紫荊文化集團）。
中旅集团於1985年10月註冊成立，沿革自於1928年4月成立的香港中國旅行社，屬於中國國務院國資委直接管理的國有重要骨幹企業，現時是香港最大的旅遊業務機構。截至2016年底，集團資產總額近1500億港元，共有員工3萬人，是中国规模最大的旅游央企。其總部位於上環干諾道中的中旅集團大廈，現任董事長為王海民。

## 歷史
在计划经济时期，香港中旅與1949年成立的中國中旅（1957年至1974年称中国华侨旅行服务社:5）归属于中国国务院侨务办公室领导，脱钩后成为两个独立的经营实体，而香港中旅（集團）有限公司以及中國中旅（集團）公司維持了多年的业务合作关系。
2007年6月，香港中旅合併重組中國中旅（集團）公司，香港中旅同時設立中國港中旅集團公司作為其在內地的母公司，兩者實行一個機構兩塊牌子的管理體制。2008年11月，“中国旅行社总社”被港中旅集团定为旅行社板块经营主品牌。
2016年7月11日，經國務院和國務院國資委批准，中國國旅集團有限公司整體併入中國港中旅集團公司，成為其全資子公司。重组后的公司更名为中国旅游集团公司，2017年再次改为现名。中國國旅集團有限公司不再作為國資委監管企業。
2018年，公司在中国内地设立的总部南迁至海南省海口市。同年，中国旅行社总社有限公司与中国国际旅行社总社有限公司战略重组为中国旅游集团旅行服务有限公司（简称“中旅旅行”）。2019年11月7日，中国旅游集团启用新版彩色花环标志。
2020年8月，中国旅游集团完成内部重组工作，将旗下六大业务载体以原有子公司更名的形式重新注册，分别是中国旅游集团旅行服务有限公司（中旅旅行）、中国旅游集团投资运营有限公司（中旅投资）、中国旅游集团中免股份有限公司（中旅免税）、中国旅游集团酒店控股有限公司（中旅酒店）、中国旅游集团金融投资有限公司（中旅金融）、中国旅游集团投资和资产管理有限公司（中旅资产）。

## 组织架构

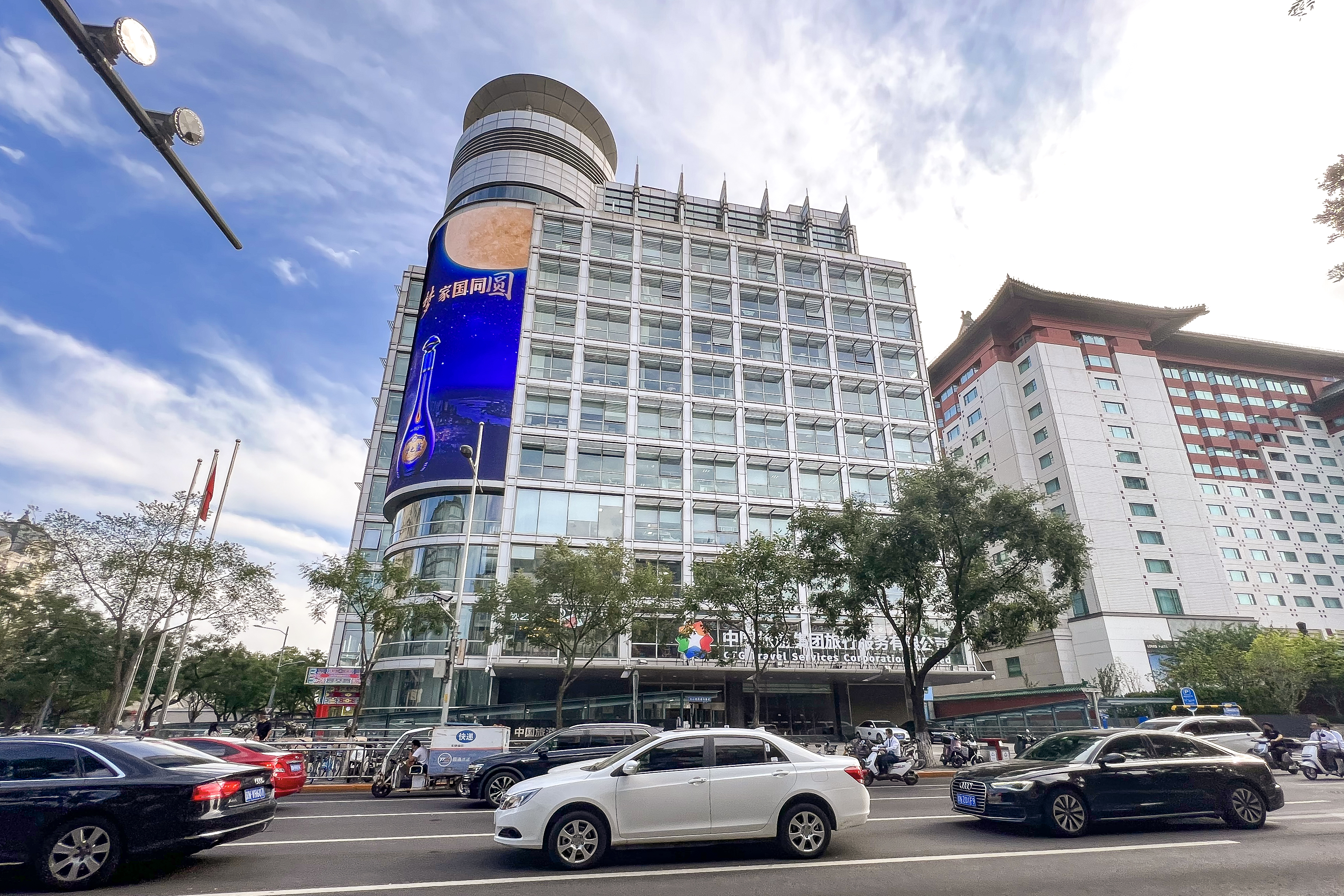
中国旅游集团旅行服务有限公司

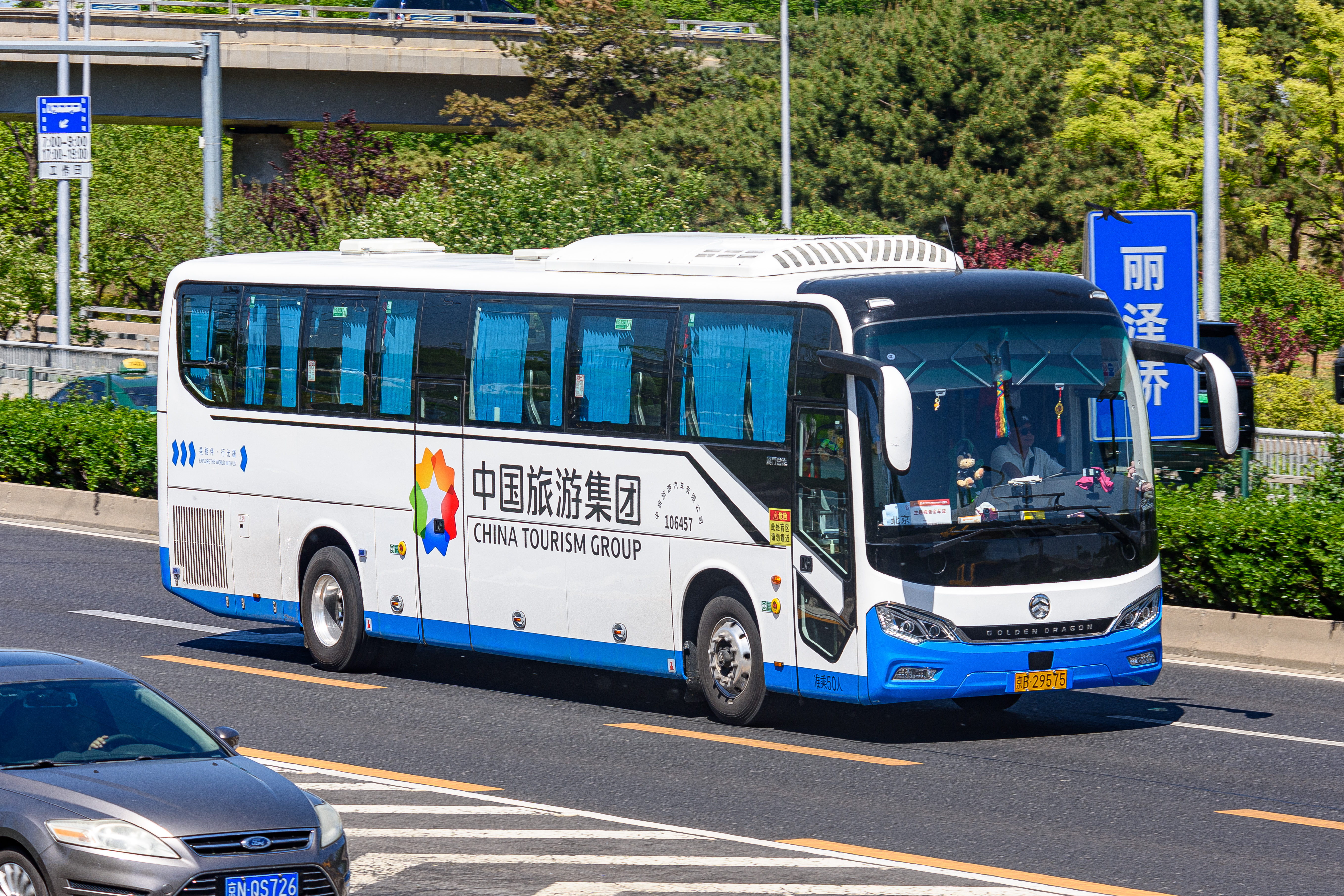
中旅旅游汽车有限公司运营的客车行驶在北京丽泽桥

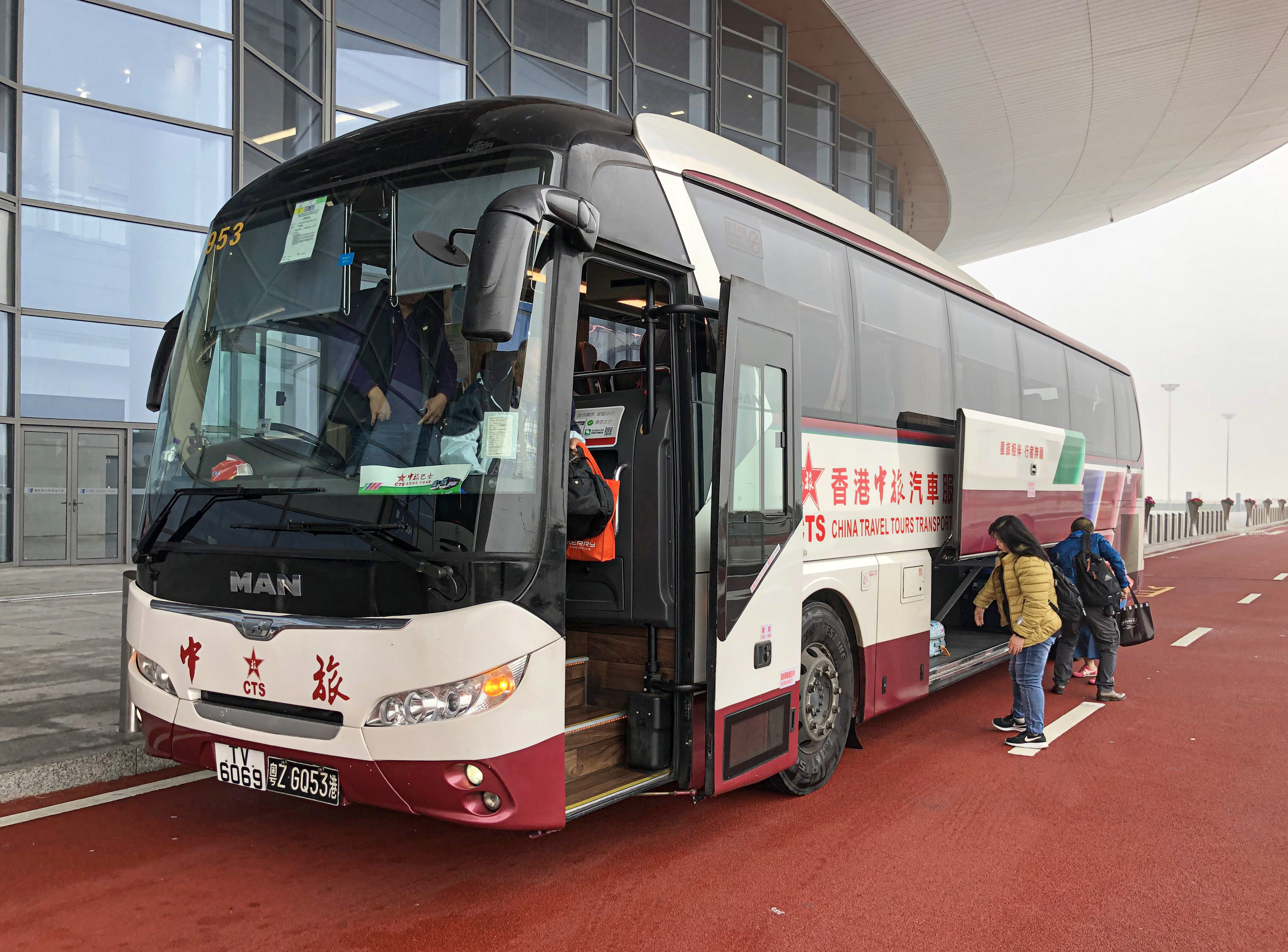
香港中旅汽車服務运营的大巴停靠于港珠澳大桥珠海口岸

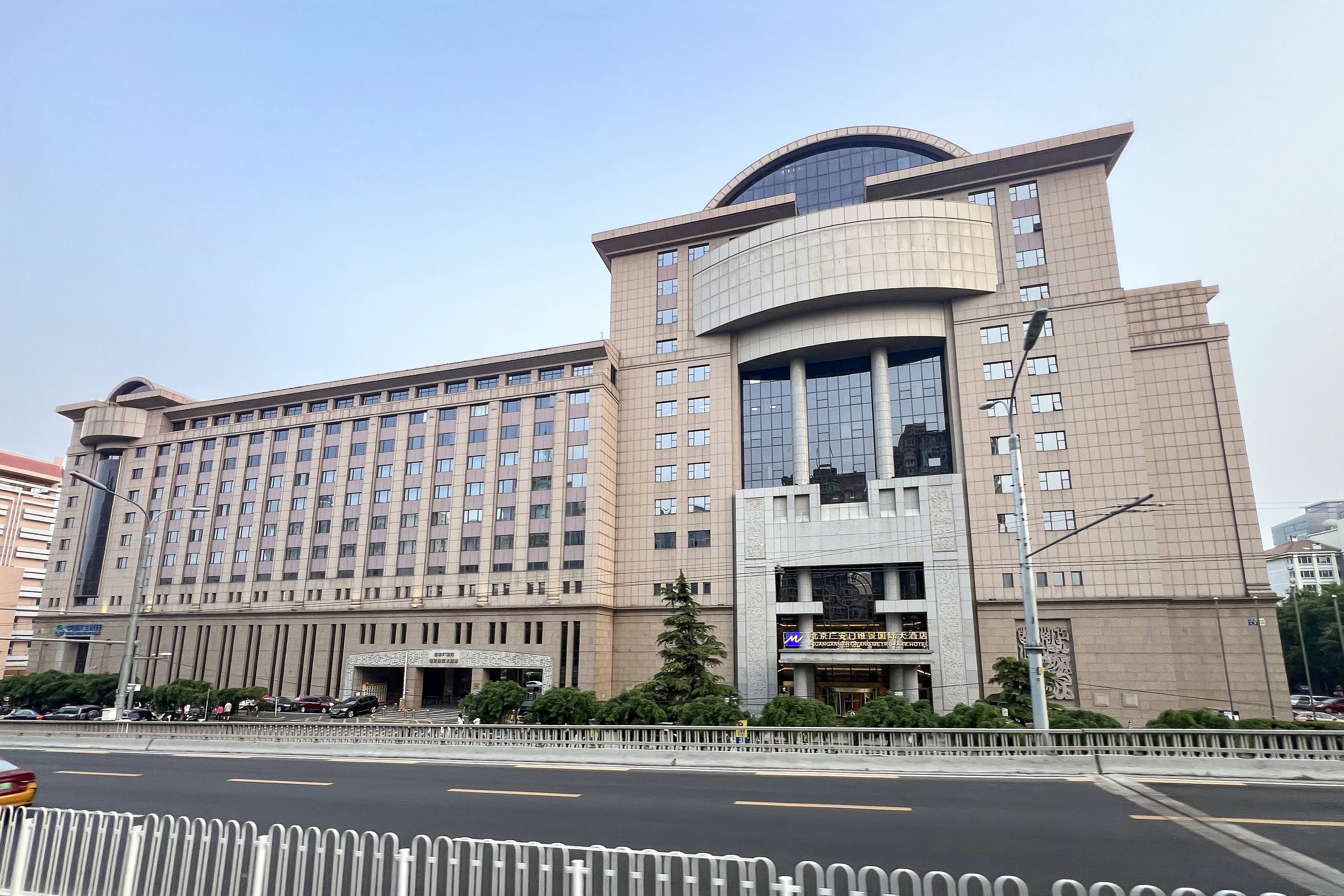
北京广安门维景国际大酒店（港中旅大厦），亦是中国旅游集团酒店控股有限公司的总部

2020年内部重组后，中国旅游集团以六大业务载体为基础，共设六大子公司，以及一个事业部（中旅邮轮）。现时持有主要業務/公司包括：
- 中国旅游集团旅行服务有限公司
  - 中国旅行社总社（中旅总社）
  - 中旅国际会议展览有限公司
  - 中国国际旅行社总社有限公司（中国国旅、国旅总社）
  - 香港中國旅行社
  - 香港中旅證件服務有限公司
  - 中国签证申请服务中心（境外）
  - 我和旅行网（由芒果网、星旅网和国旅在线三网整合后组建）
- 中国旅游集团投资运营有限公司
  - 香港中旅國際投資有限公司
  - 香港中旅汽車服務有限公司
  - Dalmore Ltd.
    - 信德中旅船務管理有限公司50%股權

  - 中旅991中山快線
  - 深圳世界之窗
  - 深圳锦绣中华民俗村
  - 珠海海泉灣度假區
  - 安吉縣靈峰旅遊度假區80%股權
  - 青島海泉灣度假區
  - 河南雞公山景區
  - 咸陽海泉灣
  - 深圳聚豪高爾夫球場
  - 桂林旅遊發展投資有限責任公司51%股權
  - 寧夏沙坡頭旅遊景區51%股權
  - 嵩山景区
  - 德天跨国瀑布景区
  - 花山岩画景区
  - 秀峰索道
  - 天创国际演艺制作交流有限公司
  - 港中旅（中国）投资有限公司
- 中国旅游集团中免股份有限公司
  - 中国免税品（集团）有限责任公司
    - 日上免税行（中国）有限公司

  - 海南省免税品有限公司
  - 国旅投资发展有限公司
- 中国旅游集团酒店控股有限公司
  - 香港銅鑼灣維景酒店
  - 香港灣仔維景酒店
  - 香港九龍維景酒店
  - 香港旺角維景酒店
  - 香港紅磡維景酒店
  - 澳門維景酒店
- （新名：香港中旅發展有限公司）(舊名：中国旅游集团金融投资有限公司）
  - 香港中旅金融控股有限公司
  - 佳富物業服務有限公司
  - 安信信贷有限公司
  - 中旅融資租賃有限公司
  - 威信服務有限公司
  - 博朗康樂文化管理有限公司
  - 香港中旅協記貨倉有限公司
  - 昭津物流有限公司
  - 中国旅游产业基金合伙企业（有限合伙）
  - 香港中旅保险顾问有限公司
  - 港中旅保险经纪有限公司
- 中国旅游集团投资与资产管理有限公司
  - 武汉舵落口物流有限公司
  - 国旅物业管理有限公司
  - 中旅物業管理（北京）有限公司
  - 中旅旅遊汽車有限公司
  - 中旅（北京）自駕旅遊管理有限公司
  - 北京《旅行家》雜志社有限公司
- 邮轮事业部中旅郵輪
  - 三沙南海梦之旅邮轮有限公司
  - 星旅遠洋國際郵輪有限公司
- 中國旅遊集團投資運營有限公司

## 外部連結
- 官方网站